# Kelyheskaktusz

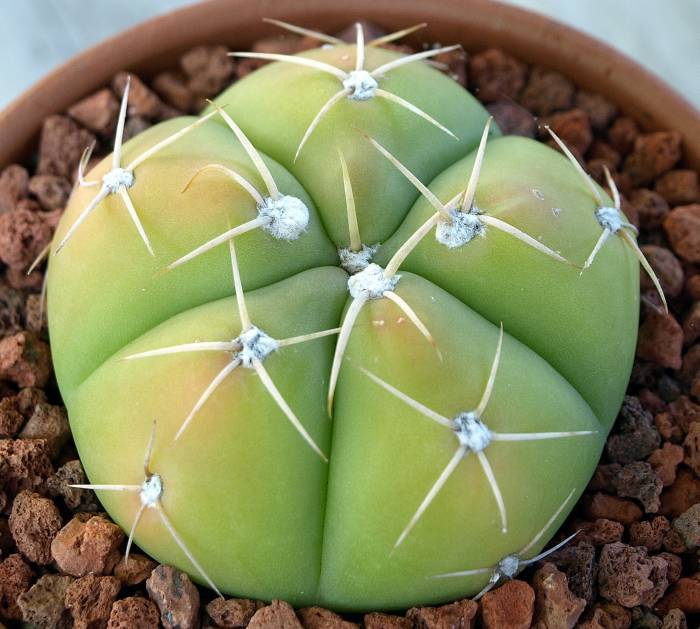
Gymnocalycium horstii

A kelyheskaktusz (Gymnocalycium) a kaktuszformák (Cactoideae) Trichocereeae nemzetségcsoportjának egyik, meglehetősen fajgazdag dél-amerikai gömbkaktusz nemzetsége. Első faját (G. gibbosum) 1812-ben írták le, akkor még Echinocactus gibbosus néven.
A nemzetség neve a görög gymnos (csupasz) és calyx (kehely) szavak összevonásából alkotott „csupaszcsövű” arra utal, hogy a pericarpellumból és receptaculumból összenőtt, üreges virágcsöve szőrtelen, tövistelen.
Típusfaja: Gymnocalycium denudatum (Link & Otto) Pfeiffer

## Elterjedése
Elterjedési területe a 18. és a 45. szélességi fok között a dél-amerikai kontinens nagyobbik részét felöleli, de nem folyamatos. A legtöbb faj Argentínában, Uruguayban, Paraguayban, Bolívia déli részén és Brazíliában él.
A több, földrajzilag és klimatológiailag is jól elkülöníthető részarea együttes területe mintegy 3–4 millió km². Nyugaton az Andok hegyláncai vetnek gátat terjeszkedésének. Attól keletre a nagy, meghódított területeken az egyes fajok meglehetősen változatos élőhelyeket laktak be. Jelentős areái a Montén, a Chacón, az Espinalon és a Pampán alakultak ki.
A nemzetség legjelentősebb areája a Chaco, ami legnagyobbrészt napfényes vidék száraz erdőkkel és tüskebozótokkal, a nedvesebb részeken némi pálmaszavannával. A centrumban az éves csapadék körülbelül 500 mm; a peremek felé nő. A legtöbb eső a nyári hónapokban hullik. A Közép-Chaco majdnem sík, keletről nyugatra enyhén emelkedik. A talaj agyagos és homokos vályog; anyaga az Andokból mosódott le. Néhány helyen a talaj homokos, még néhány homokbucka is van.
A Pampa lényegében füves puszta; főképp a Rio de la Plata környékén. Az éves csapadék 600–1300 mm. Eredeti növényzete nyílt erdő volt, de nagy részét mezőgazdasági művelésbe vonták, majd újrafásították. Délnyugaton egy nagy kiterjedésű sima, fűvel benőtt területből emelkedik ki a Sierra de Tandil hegység és a Sierra de la Ventana – ezek növényzete jelentősen különbözik a síkságétól. Ez a fű és a dombos pampa cserjésének határa. Hasonló területeket találunk Uruguayban és a Dél-brazíliai Rio Grande do Sulban is.
A Monte jellemző növénytársulása a szárazságtűrő bozótos sztyepp. Karakterisztikusak itt a királydinnyefélék (Zygophyllaceae) családjába tartozó Larrea nemzetség fajai (kreozotcserje stb.), valamint a kis levelű és tövises fajok. Az ún. Trichocereus-hegyoldalakon főleg oszlopkaktuszok nőnek. Elszórtan vannak fákkal (például Prosopis spp.) benépesített ökológiai szigetek is. Sokféle genetikai talajtípust találunk itt az agyagostól a kövesig. Az éves csapadék alig 100–350 mm.
Az Espinal a Monte és a Pampa átmenete. Jellemző fái ennek is a Prosopis nemzetség fajai. Az éves csapadék 340 mm–től a pampa felé haladva 1100 mm fölé nő.

## Megjelenése, felépítése
A fajok többsége meglehetősen apró termetű; a nagyobbak átmérője akár 15 cm is lehet. Színe meglehetősen változatos: csak ritkán élénkzöld, inkább a festékzárványok miatt kékes, szürkés, barnás vagy pirosas. Ennek szélsőséges változata a klorofillt egyáltalán nem, csak vörös színanyagot tartalmazó rubinkaktusz Gymnocalycium michanovichii f. rubra. Az epidermisz szerkezete faji bélyeg.
A rostos gyökérzet egy rövid kúpos, igen ritkán répaszerű főgyökérből ered.
Pozsgás törzse (szára, hajtása) legtöbbször magányosan áll, ritkán a tövénél vagy a talaj közelében sarjad. A legtöbbjük alakja golyó, lapított vagy lapos golyó, akár a koronghoz közeli is lehet; egy-két faj oszloposan kissé meghosszabbodik. Egyesek nagyon kicsik maradnak, mások 30 cm-nél szélesebbre vagy 40 cm-nél magasabbra is megnőhetnek (Gymnocalycium gibbosum).
A bordák száma (5) 6–8, gyakrabban 10–15, szórványosan akár 30 is lehet. A legtöbb faj bordái szélesek, lekerekítettek, ritkábban szegletesek, és majdnem mindig egy keresztirányú rovátka tagolja őket. Gyakran többé-kevésbé soklapú levágott szelvényekre vagy áll alakú dudorokra, nagyon ritkán szemölcsökre tagozódnak – a dudorok alakja és mérete fontos határozó bélyeg.
A ritka areolák a dudorok lekerekített vagy kúp alakú hegyén, gyakran a felső oldalán nőnek, az alsó areolák egy lekerekített vagy állszerű dudoron kinyúlnak. Maguk az areolák a dudor hullámai között, gyakran többé-kevésbé bemélyedve a fekszenek.
A fiatal tövisek a csúcsgödörben sűrűn egymás után jelennek meg. A fiatal növényeknek többnyire nincs középtövise, egyeseken már fiatal korukban is nő 1–2, néhány több is; a növény idős korában más fajokon is kifejlődhet. A középtövisek nem mindig különböztethetők meg a peremtövisektől; ezekből többnyire 10–15 van (olykor csak 5, egyes fajok akár 30-nál több is lehet). A szétterülő peremtövisek egyenesek vagy ívesen a növény törzséhez hajlanak. Egyes fajoké vékony, árszerű, másoké lapítottan kiszélesedik.
Bordája sokszor domborulatos, széles; tövisei többnyire ívesen hajlanak, de vannak köztük visszahajlók és felállók is. A tövisek színe is fajonként változik.
A legtöbb faj virága közepes méretű vagy nagy; többnyire fehér, kicsit sárgás, rózsaszínű vagy lilás; egyeseké (kivált az uruguayi fajoké) sárga, ritkán élénkvörös. A virág egyesével hajt ki; leggyakrabban a csúcshoz közeli, areolák az anyanövényen megmaradó, többé-kevésbé gyapjas-gödrös zónájából. A portoknál sugarasan szélesre nyílik. A pericarpellum mindig jelentékeny; a legtöbb fajé hosszúkás-kúpos forgástest alakú vagy nyélszerűen megnyúlt. Belőle a nektárcsatorna magasságában, a legtöbbször minden átmenet nélkül szélesedik ki a szűk vagy széles harang alakú, esetleg széles kehely formájú vacok (receptaculum). A vacok egyes leszármazott alakokat kivéve élesen elkülönül a pericarpellumtól.
A pericarpellumot rövid és szélesen lekerekített vagy széles szív alakú pikkelylevelek fedik többé-kevésbé sűrűn, de sohasem tetőcserépszerűen. E pikkelyleveleknek a töve is csupasz. A vackon ezeket nagyobb, a növekedés közben szepaloiddá (lepellevélszerűvé) váló, majd egymást tetőcserépszerűen takaró pikkelylevelek váltják fel, elfedve a vacok és a pericarpellum határvonalát. A pericarpellum és a vacok kéregzónájában sok a nyálkatartó sejt, amitől felvágva, majd vízbe helyezve rengeteg nyálkát produkálnak. A lepellevélszerű felső vacokpikkelyeket fokozatosan váltják fel a belső lepellevelek, amelyek legbelső koszorúja gyakran valamivel rövidebb.
A legtöbb virág illatos.
A Gymnocalycium fajok virágai sokporzósak; a porzók hozzávetőleges száma a fajsorok egyik fontos jellemzője. A porzótáj alapvetően a vacok pereméig ér; sőt a porzók esetenként (például a mihanovichiana al-fajsorban) innen erednek. Az alsó csoport lehet egy- vagy többsoros. Utóbbi esetben két csoport között nincs térköz, de a csoportok így is megkülönböztethetők. Az elsődleges porzók lehetnek kissé vastagabbak, hosszabbak, de lehetnek csökevényesek is. Ahogy ráhajolnak a bibére, gyakorta részben lezárják a mézfejtőt. A bibeszál egyenes, a bibeágak többnyire többé-kevésbé sugárszerűen elágaznak. Bolyhaik gyakran még a bibeszál felső részét is belepik.
A nemzetségben előfordul az álhermafroditizmus, amikor egy-egy virágban megtalálható ugyan mindkét ivarszerv, de vagy egyik, vagy másik csökevényes, akár teljesen funkcióképtelen is lehet, tehát ezek a növények gyakorlatilag kétlakiak; ez a teljes kétlakiságig fajulhat.
A termés alakja a hosszúkás bunkóformától a gömb alakig változó. A termést 1–2 vagy több pikkelylevél burkolja; megmaradnak rajtuk a virágtakaró maradványai. Megjelenésük fajonként igen különböző – a zöld, megszáradó és összetörésre hajlamos vagy felhasadó termésektől a félig húsos kihasadókon át a felhasadáskor lédús gyümölcshússal kifordulókig. Színük is igen változatos: a zöld minden árnyalatától egészen a bíborig.
Az egyes rokonsági körök magjai is igen különböznek; a mag a fajsorhoz tartozás fontos ismertető jegye. A maghéj szemölcsös, többnyire fekete, ritkán barna. Többé-kevésbé magköpeny (arillusbőr) fedi. A köldök magába foglalja a csírakaput (micropyle) is. A magban nincs külső magfehérje (perispermium). A tojás alakú, tagolatlan csírán csak egy parányi sziklevélrés látható (ez a Gymnocalycium gibbosumnál és rokon fajainál kissé nagyobb) – még nem tudni, hogy ez mennyiben ősi vagy levezetett tulajdonság. Ha a nagyobb sziklevélrés ősi jegy, akkor meglehetősen egyértelmű a baldiana fajsor ősisége. A magoncok gömb vagy tojás alakúak, csak a baldiana fajsor délebben élő fajaié nyúlánkabbak.

## Életmódja
Magról könnyen szaporítható; már a fiatal magoncok is szép tövisesek. A legtöbb faj 3–4 éves korától rendszeresen virágzik. Egyes fajok sarjakat nevelnek; ezek szintén nagyon alkalmasak szaporításukra.
Kevéssel fagypont felett jól teleltethető, és ebben az időszakban egyáltalán nem szabad öntözni. Téli és nyári elhelyezésének körülményei között egy-két hetes átmenetet igényel.
Viszonylag kevéssé fényigényes, ezért a mérsékelt égövön is jól nevelhető: napi 3–4 óra napfénytől már szépen virágzik. Hazájában még a pampákon is többnyire más növények árnyékában él, ezért a tűző nap árt neki. Főleg a fejlődési időszakban több vízre és párásabb levegőre van szüksége, mint a Mexikóból származó kaktuszoknak. A vizet jól áteresztő, de a kaktuszfajok többségénél kissé agyagosabb, sok szerves anyagot tartalmazó, gyengén savanyú talajt kedveli: a meszes talajt rosszul tűri.
Rendszerint 3–5 cm átmérőt elérve kezd virágozni, de a kisebb termetű fajok (Gymnocalycium bruchii, Gymnocalycium albspinum) már 1–2 cm átmérőt elérve nyílnak.

## Rendszertani felosztása

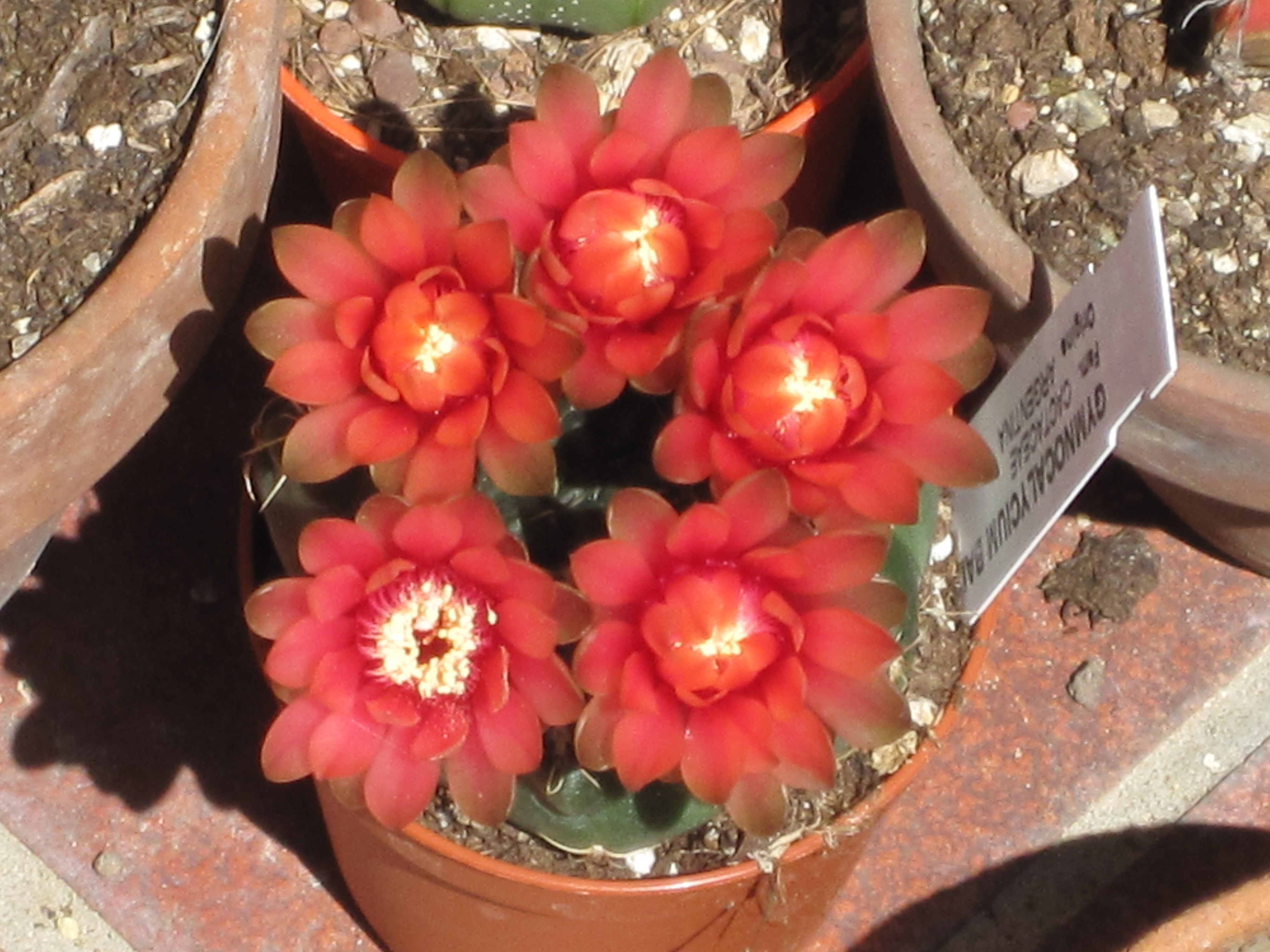
Gymnocalycium baldianum

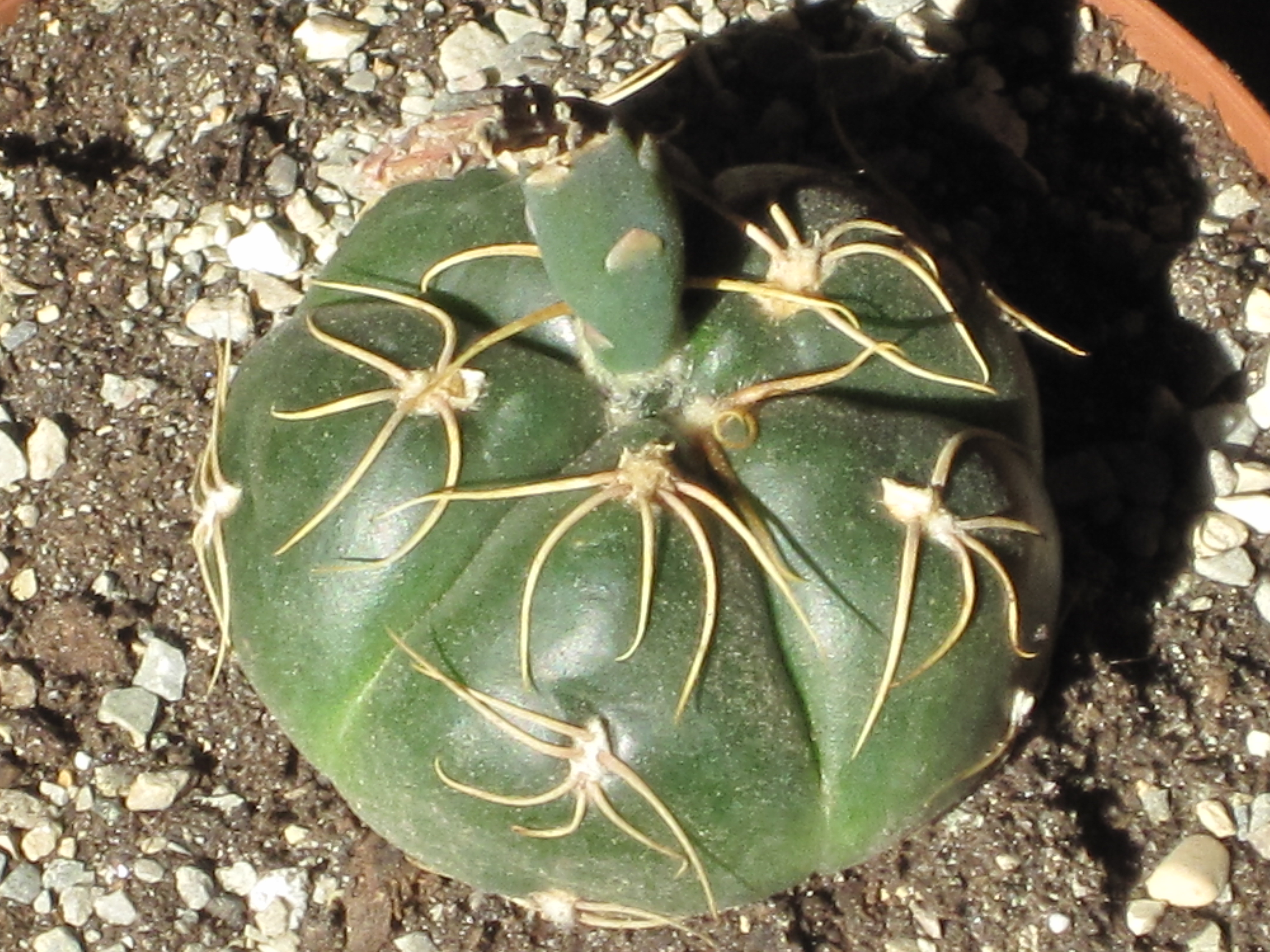
Gymnocalycium denudatum

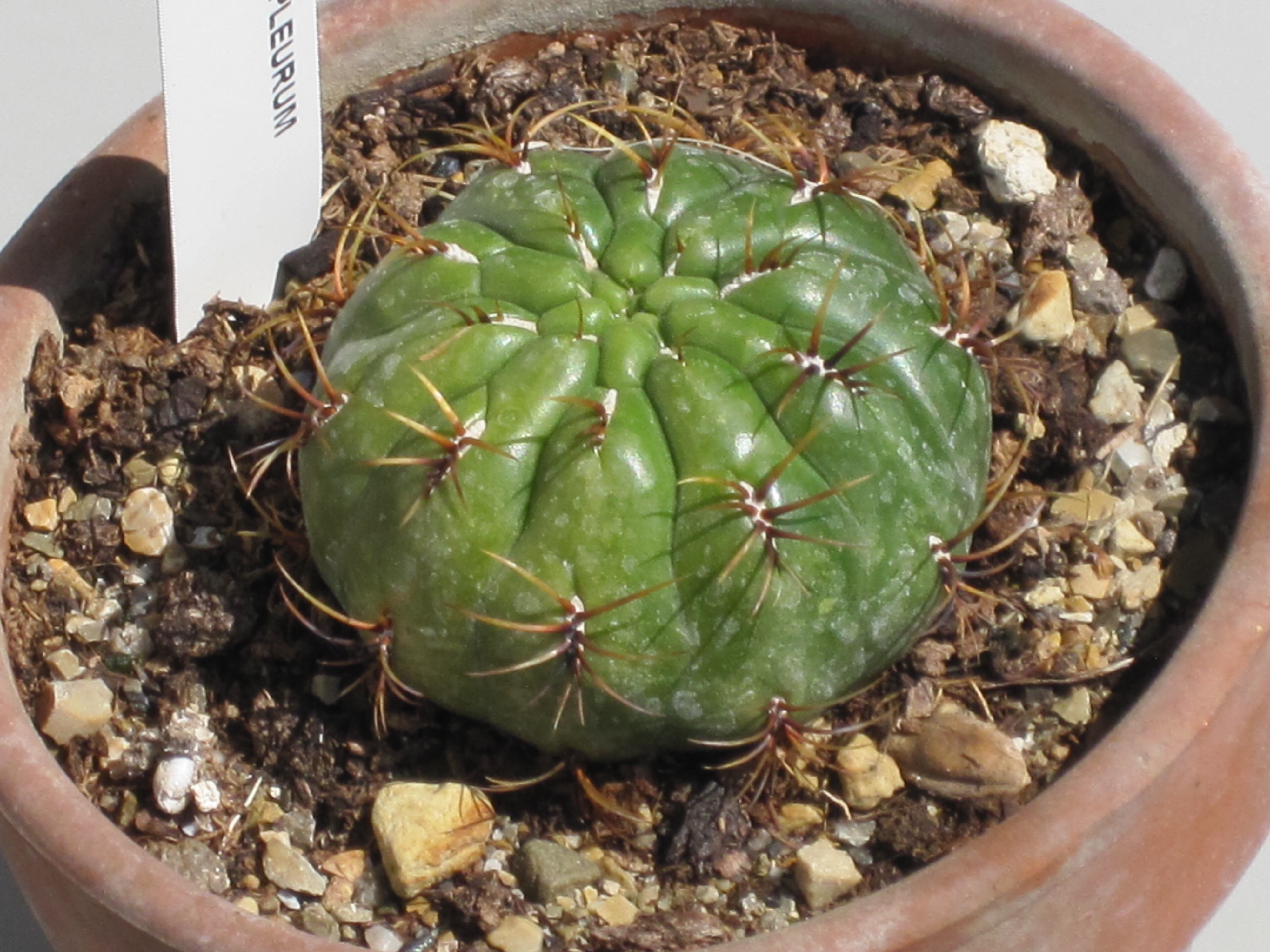
Gymnocalycium eurypleurum

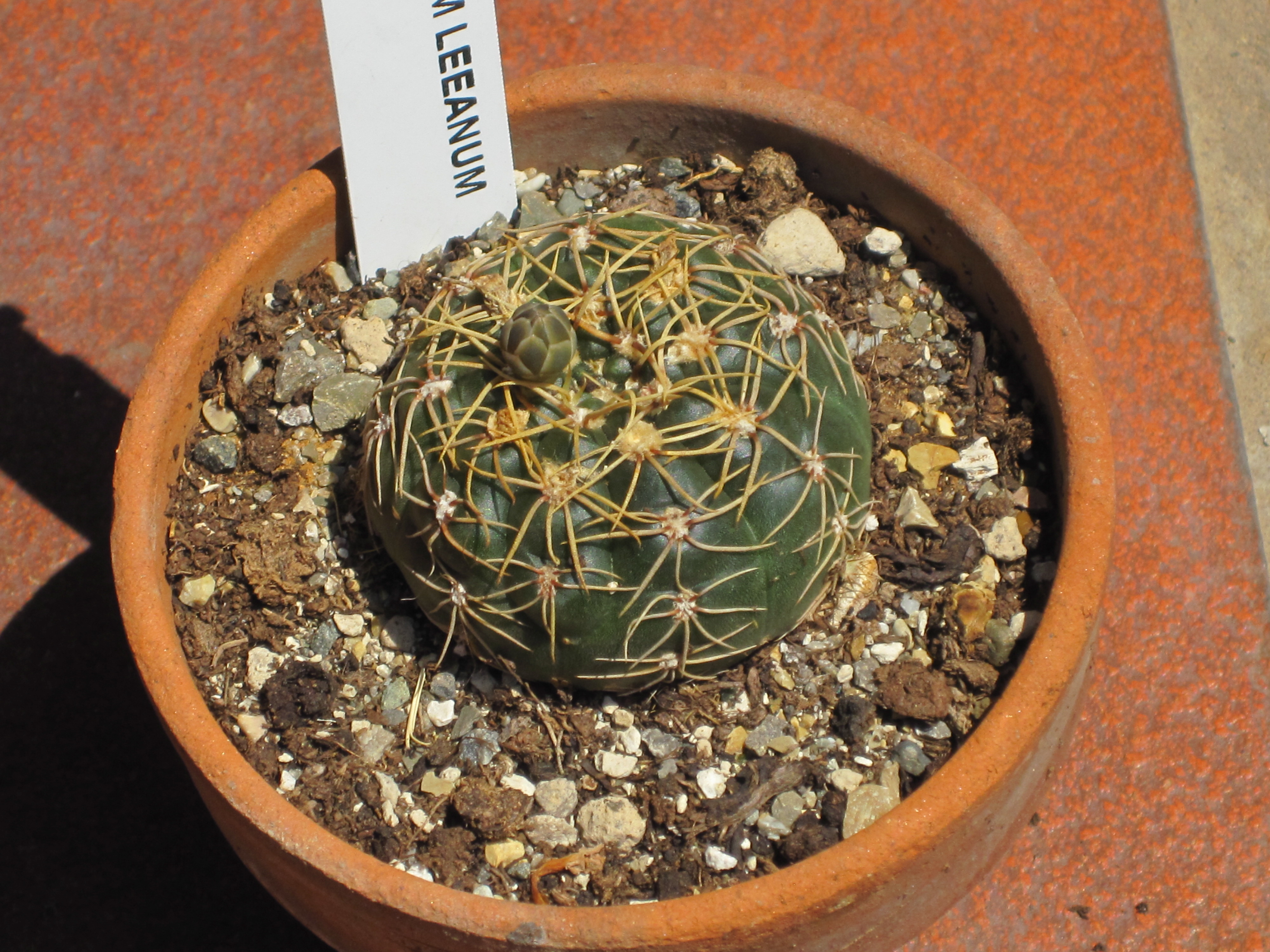
Gymnocalycium leeanum

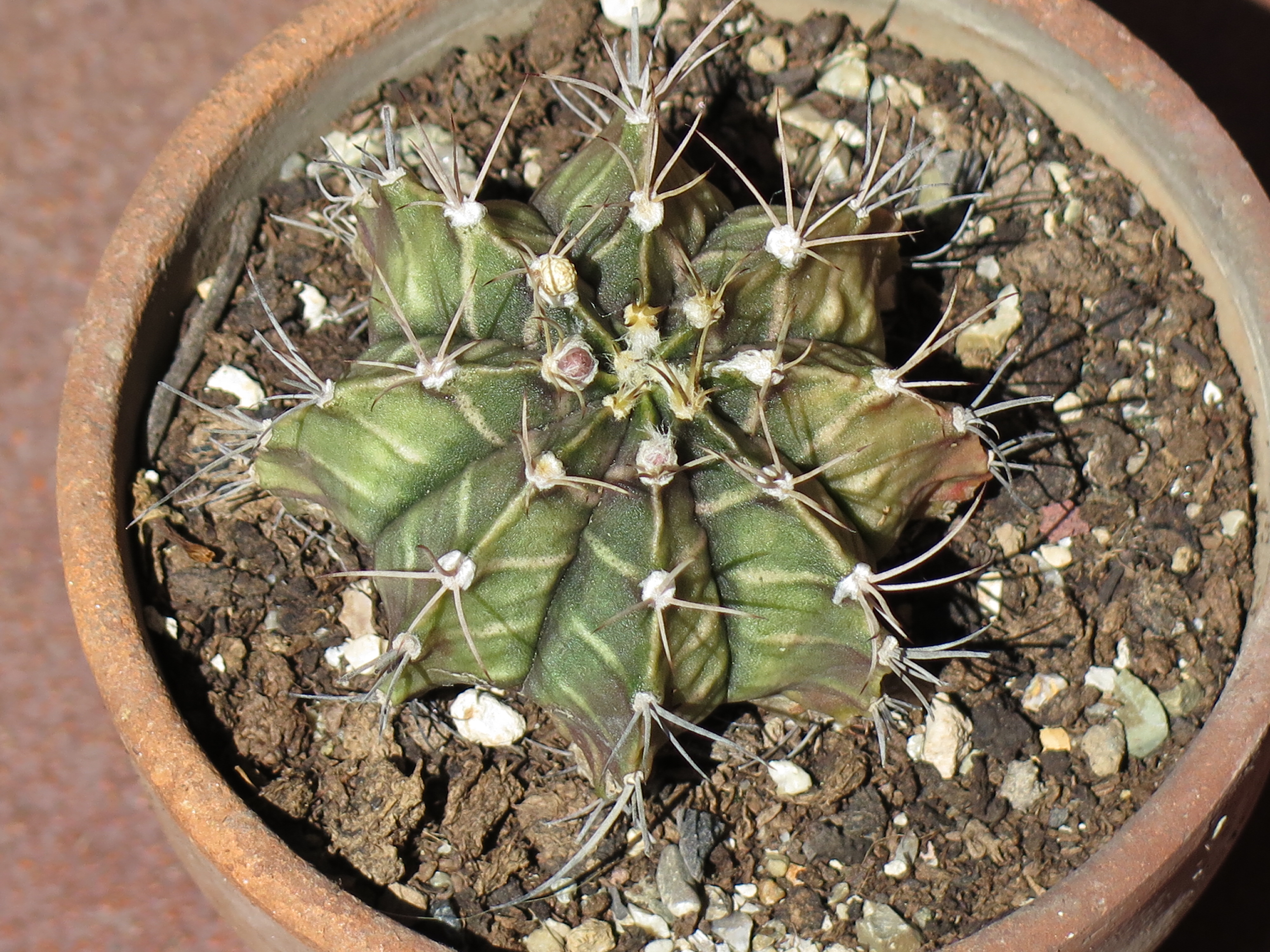
Gymnocalycium mihanovichii

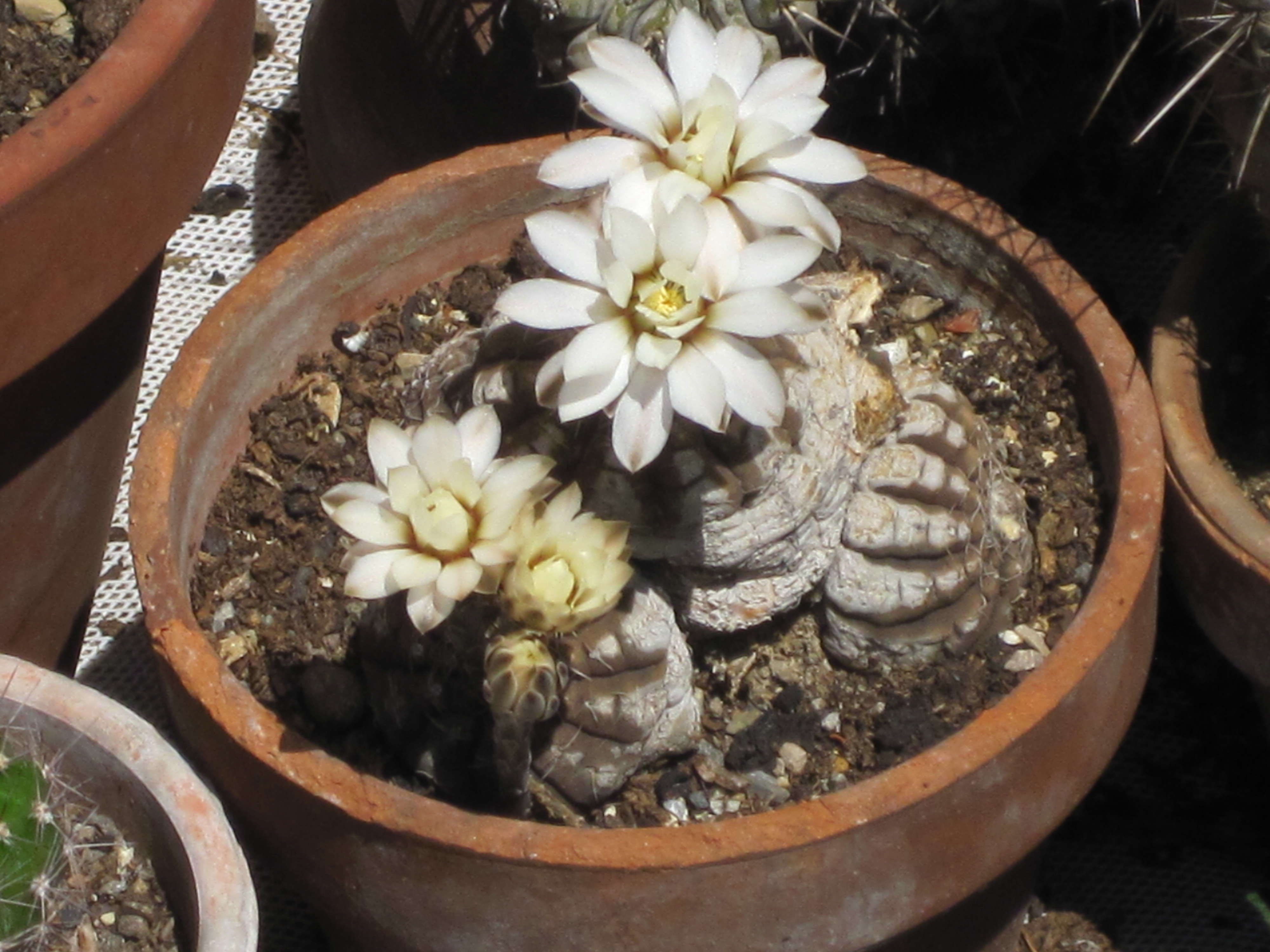
Gymnocalycium ragoneseii

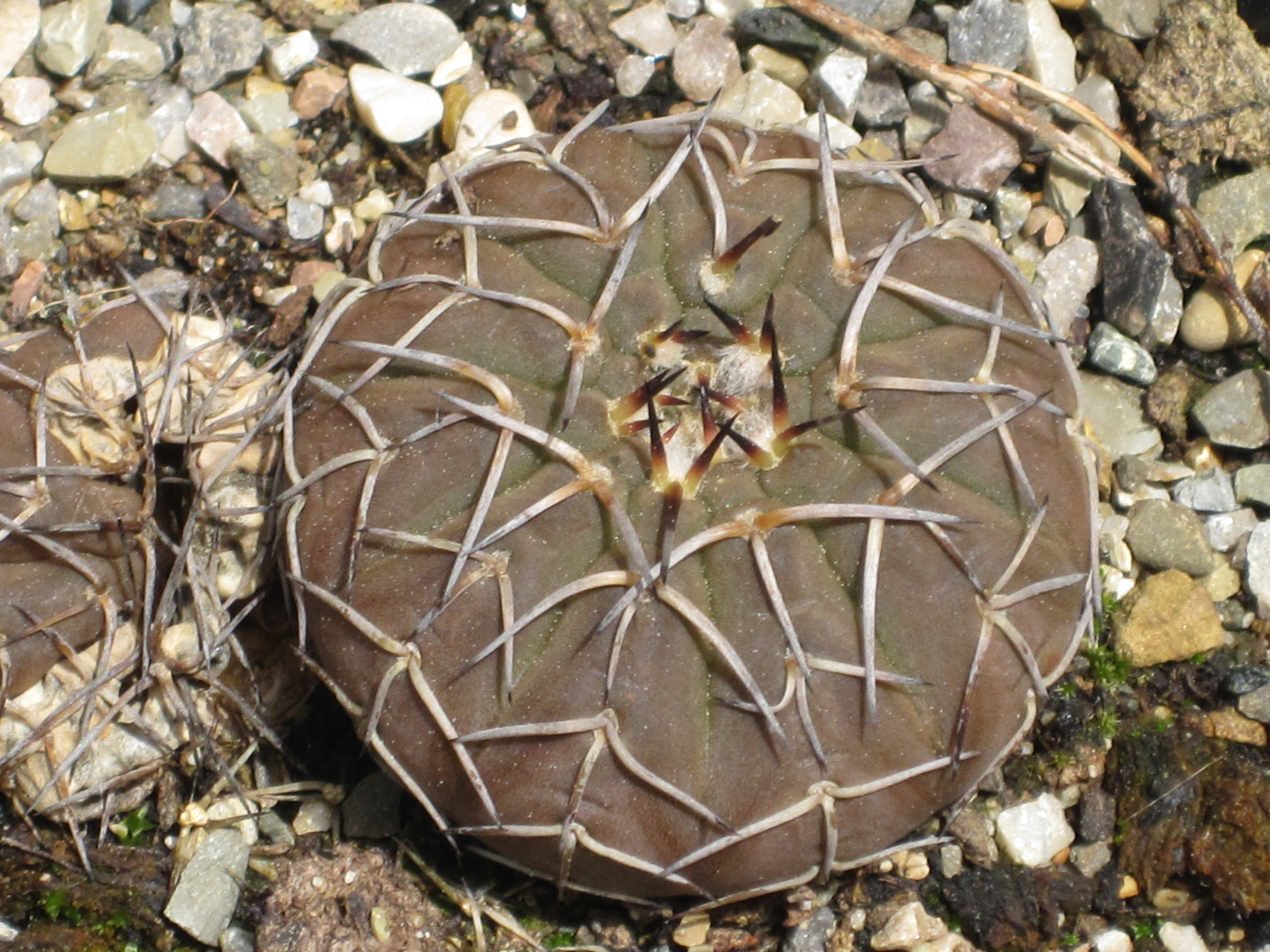
Gymnocalycium stellatum

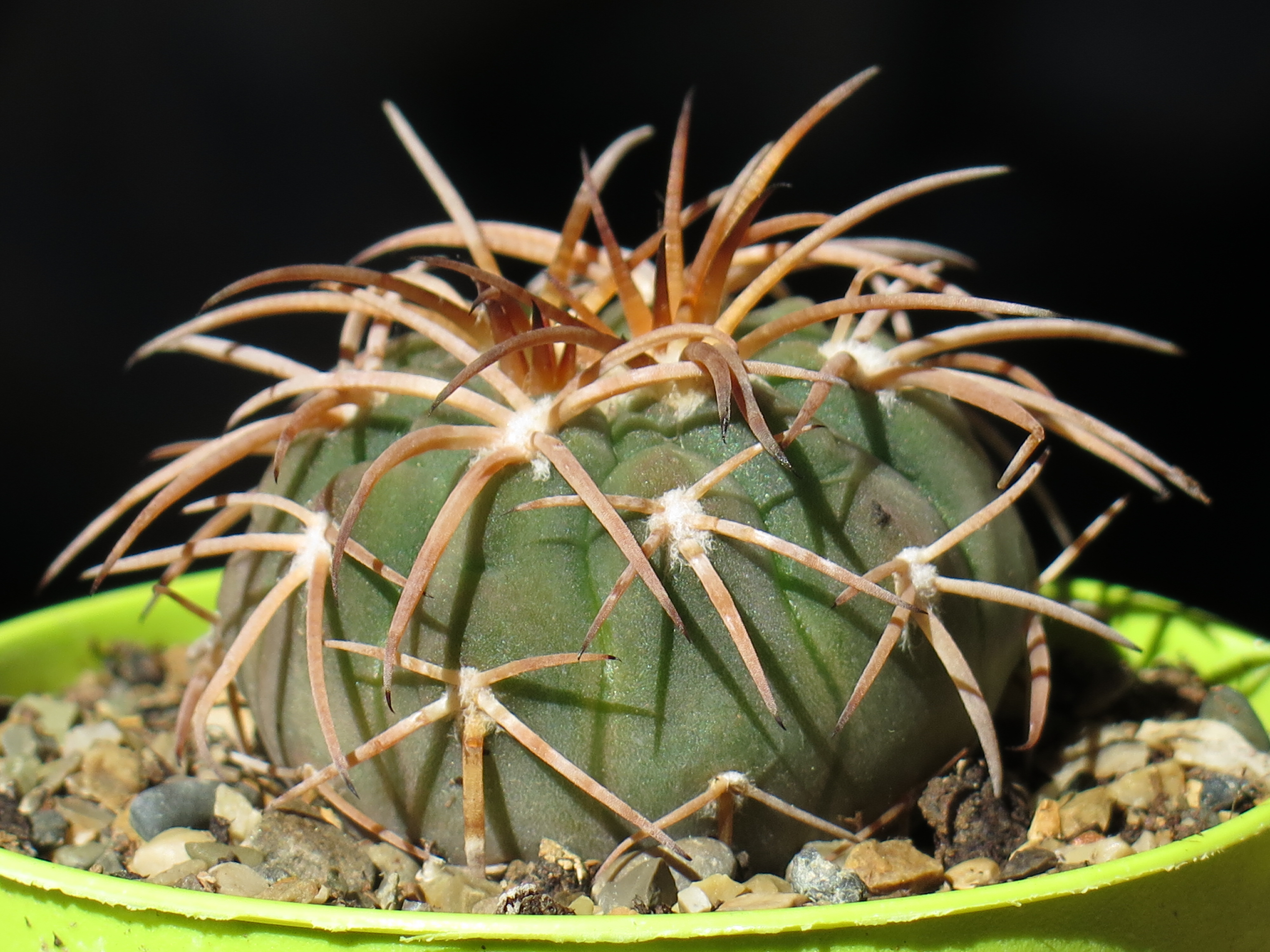
Gymnocalycium spegazzinii

Microsemineum alnemzetség

Gymnocalycium saglionis
Pirisemineum alnemzetség

Gymnocalycium pflanzii

Gymnocalycium chacoense

Gymnocalycium chiquitanum

Gymnocalycium paediophilum
Muscosemineum alnemzetség

Gymnocalycium anisitsii

Gymnocalycium eurypleurum

Gymnocalycium mihanovichii

Gymnocalycium friedrichii

Gymnocalycium marsoneri

Gymnocalycium schickendantzii
Scabrosemineum alnemzetség

Gymnocalycium albiareolatum

Gymnocalycium bayrianum

Gymnocalycium castellanosii

Gymnocalycium glaucum

Gymnocalycium horridispinum

Gymnocalycium hossei

Gymnocalycium monvillei

Gymnocalycium mostii

Gymnocalycium nigriareolatum

Gymnocalycium oenanthemum

Gymnocalycium pugionacanthum

Gymnocalycium rhodantherum

Gymnocalycium ritterianum

Gymnocalycium spegazzinii
Macrosemineum alnemzetség

Gymnocalycium angelae

Gymnocalycium denudatum

Gymnocalycium horstii

Gymnocalycium buenekeri

Gymnocalycium hyptiacanthum

Gymnocalycium mesopotamicum

Gymnocalycium paraguayense
Trichomosemineum alnemzetség

Gymnocalycium bodenbenderianum

Gymnocalycium quehlianum

Gymnocalycium ochoterenae

Gymnocalycium ragonesei
Gymnocalycium alnemzetség

Gymnocalycium amerhauseri

Gymnocalycium andreae

Gymnocalycium baldianum

Gymnocalycium berchtii

Gymnocalycium bruchii

Gymnocalycium calochlorum

Gymnocalycium capillaense

Gymnocalycium carolinense

Gymnocalycium erinaceum

Gymnocalycium fischeri

Gymnocalycium gibbosum

Gymnocalycium kieslingii

Gymnocalycium kroenleinii

Gymnocalycium neuhuberi

Gymnocalycium reductum

Gymnocalycium robustum

Gymnocalycium schroederianum

Gymnocalycium taningaense

Gymnocalycium uebelmannianum